# 末日飞机
末日飞机是对一类飞机的非官方称呼。该类飞机在核战争、灾难及其他威胁关键军事或政府基础设施的大规模冲突等事件中用作空中指挥所。
目前已知设计和制造此类飞机的国家只有美国和俄罗斯。

## 美国版
在美国，“末日飞机”的正式名称为“全国空中作战指挥中心（National Airborne Operations Centers）”；这些飞机允许三军统帅在机上发布命令和发动战争。 同时它们还有具有多种防御能力，其中包括承受电磁脉冲的攻击。这些飞机的机组人员还是用传统的飞行仪表进行导航，因为这些设备不容易受到网络攻击。末日飞机上的相关技术虽然并不是秘密，但在公开场合却很少被提及；美国空军甚至不会承认它们拥有这些飞机。这些末日飞机于1970年代开始使用，它们被认为是美国在冷战时期承受核攻击之后，美国总统得以幸存的最佳机会。和以仪式感及舒适度为优先的“空军一号”不同，末日飞机本质上还是一个指挥中心，因此飞机上配备了数十名军事分析员、战略专家和通讯助手，他们会在核战争爆发后的最初日子里对总统进行指导。

### 已公开机型
- 波音E-4B

- 波音E-6 水星

- 诺格E-10 MC2A